# Veronica Zorzi
Veronica Zorzi (Verona, 20 ottobre 1980) è una golfista italiana.

## Biografia
Inizia la pratica sportiva a 12 anni sotto le guida del padre Adriano Zorzi, uno dei più famosi maestri di golf del veronese. Dai 15 ai 20 anni gioca nella squadra nazionale italiana, vincendo 6 titoli nazionali, 5 internazionali e un campionato d'Europa juniores.
Nel 2000 passa al professionismo, vincendo con la squadra nazionale il campionato del mondo e posizionandosi al quarto posto nella classifica individuale.
Negli ultimi cinque anni è leader azzurra del ranking europeo e staziona nelle più alte vette della classifica nazionale e internazionale.
Ha partecipato ai più grandi eventi mondiali ed è fra le pro sul Ladies European Tour (LET).
Ha vinto l'Open di Francia 2005 e 2006.
Nel 2007 si classifica al terzo posto nella Golf World Cup.
Nel 2008 si classifica seconda al Dubai Ladies Master.
Ad aprile 2009 gareggia in coppia con Giulia Sergas nella Comunitat Valenciana European Nations Cup, svoltasi sul percorso del La Sella Resort di Alicante. Qui ottiene il secondo posto.
A luglio 2009 ha ottenuto il terzo posto nel SAS Masters di Norvegia.
A settembre 2009 ha ottenuto il sesto posto nell'UNIQA Ladies Golf Open (LET), migliore fra le italiane in gara.
È stata madrina dell'edizione internazionale del "Salone Italiano del Golf" alla fiera di Verona (28/02/09 - 02/03/09).